# 檀萃
檀萃（1724年8月4日—1801年），字豈田，號默齋，安徽安慶府望江縣人。
乾隆二十六年（1761年）進士，選貴州青溪縣知縣。後任雲南祿勸縣知縣，在黔、粵當官期間，好旅行，凡足跡所至處，輒隨手劄錄，乾隆四十九年（1784年），見北京皮黃演出的盛況，曾詠下「絲弦竟發雜敲梆，西曲二黃紛亂忙。酒館旗亭都走遍，更無人肯聽崑腔」的詩句。乾隆四十七年奉命運解滇銅赴京，途中翻船，生銅六萬餘斤沉入水裡，又管理銅廠虧缺銅斤一萬餘斤。為巡撫譚尚忠所參劾，革職查辦，流放雲南，遂遍歷滇中。後受聘於昆明育材書院及黑井萬春書院。著有《黔囊》、《蒙岳記》、《農部瑣錄》、《滇海虞衡志》十三卷、《楚庭稗珠錄》六卷、《穆天子传·注疏》六卷等。